# Manchester (Tennessee)
Manchester è un comune (city) degli Stati Uniti d'America e capoluogo della contea di Coffee nello Stato del Tennessee. La popolazione era di 10,102 persone al censimento del 2010. La città si trova a metà strada tra Nashville e Chattanooga sulla Interstate 24.
Manchester fa parte dell'area metropolitana di Tullahoma.
Dal 2002, la città di Manchester ospita ogni anno il Bonnaroo Music Festival, che dura quattro giorni e a cui partecipano più di 100,000 persone che provengono da ogni parte degli Stati Uniti.

## Geografia fisica
Manchester è situata a 35°28′24″N 86°05′08″W (35.473337, -86.085512).
Secondo lo United States Census Bureau, ha un'area totale di 14,2 miglia quadrate (36,7 km²).

## Società

### Evoluzione demografica
Secondo il censimento del 2000, c'erano 8,294 persone.

### Etnie e minoranze straniere
Secondo il censimento del 2000, la composizione etnica della città era formata dal 92,66% di bianchi, il 3,91% di afroamericani, lo 0,37% di nativi americani, l'1,21% di asiatici, l'1,00% di altre razze, e lo 0,86% di due o più etnie. Ispanici o latinos di qualunque razza erano il 3,28% della popolazione.